# Boston Bears (voetbalclub)
Boston Bears is een voormalige Amerikaanse voetbalclub uit Boston, Massachusetts. De club werd opgericht in 1929, nadat de Boston Soccer Club een nieuwe naam aannam, en opgeheven in 1932. De club speelde twee seizoenen in de American Soccer League. Hierin werden geen aansprekende resultaten behaald.